# Contea di Prowers
La contea di Prowers in inglese Prowers County è una contea dello Stato del Colorado, negli Stati Uniti. La popolazione al censimento del 2000 era di 14 483 abitanti. Il capoluogo di contea è Lamar

## Città e comuni
- Granada
- Hartman
- Holly
- Lamar
- Wiley